# Шалит, Владимир Самойлович
Владимир Самойлович Шалит (Шалыт) (литературный псевдоним — Владимир Шали; род. 1950, Ленинград) — российский писатель, философ, мистик, поэт и переводчик. Член Союза писателей Санкт-Петербурга. Представитель Клуба русских писателей при Колумбийском университете. Автор 13 книг.

## Творчество
Владимир Шали начал писать ещё в 1970-е гг., однако, его первая книга стихов «Свобода зрения» была опубликована лишь в 1990 году в издательстве «Художественная литература». Год спустя в знаменитой серии «Библиотека поэта» вышел его перевод «Эпоса народов Коми». Затем были изданы стихотворные сборники «История одного молчания» и «Свобода исчезновения». С середины 1990-х гг. центральной темой творчества Шали является древний Египет в его мифологическом и мистическом ключе. Именно Египту и его магическим традициям и божествам были посвящены такие книги как «История Разделенного сада», «Бог невозможного», «Пространство опоздания», «Архив огня» и др. Сам автор видит в них части единого цикла, называемого им «Неразличенный Египет». Шали становится основателем Союза возрождения религии Древнего Египта и использует в своих книгах вместо знаков препинания лишь тире, которые служат единственным пунктуационным разделителем в его текстах:

Ночь — Хаос — Я кочую в эфире —
Чтобы в душу мне врезался косо
Самый толстый угол в мире —
Ребро пирамиды Хеопса —
(Из стихотворения «Студия мертвых судеб»)

## Книги

### Переводы
- Коми эпическая поэзия / Пер. В. Шали; вступ. ст., сост. и примеч. А. К. Микушева. — Л.: Советский писатель, 1991. — (Серия: Библиотека поэта).

### Произведения
- Шалыт В. С. Свобода зрения: сборник стихов. — Л.: Художественная литература, 1990. — 158 с.
- Шалыт В. С. История одного молчания: Стихи 1970—1972 гг. /Худож. А. Сысоев. — Б. м.: Малое гос. предприятие «Балттур», 1991. — 132 с.
- Шали В. Свобода исчезновения. Притчи. Стихотворения. — СПб.: Лик, 1993. — 127 с.
- Шали В. История Разделенного сада. Хроника времен Последнего Царства. Откровения. — СПб.: ЛИК, 1996. — 168 с. (2-е изд. — СПб.: Нотабене, 1997).
- Шали В. Пространство предчувствия: Надписи с невидимых стен. — СПб.: Stella, 2000. — 431 с.
- Шали В. Бог невозможного. Фрагменты Неразличенной Веры. — СПб.: Stella, 2002. — 352 с.
- Шали В. Пространство опоздания. Завершение Несовершенства. — СПб.: Алетейя, 2008. - 326 с.
- Шали В. Цвет заблуждения. Поворот восковой черешни. Мумия Винограда. — СПб.: Алетейя, 2008. — 401 с.
- Шали В. Тайные Женские Боги. — СПб.: Алетейя, 2009. — 464 с. — (Серия: Неразличенный Египет).
- Шали В. Архив огня. — СПб.: Алетейя, 2010. — 336 с. (Серия: Неразличенный Египет)[2].
- Шали В. Мраморная Дева и её Глиняные Дети. — СПб.: Алетейя, 2012. - 216 с. — (Серия: Неразличенный Египет).
- Шали В. Освобождение солнца: Стихотворения. - СПб.: АПИ, 2012. - 128 с.
- Шали В. Вечные деревья исчезающего сада. — СПб.: Алетейя, 2013. - 240 с.